# دهستان تالارپی
تالارپی، دهستانی است از توابع بخش تالارپی شهرستان سیمرغ در استان مازندران ایران.

## جمعیت
براساس سرشماری سال ۱۳۸۵ جمعیت آن ۶۳۳۳ نفر (۱۷۰۶ خانوار) بوده‌است.